# Frekvencijske karakteristike pojačavača
U praksi se veoma često postavlja zahtjev da pojačavači vrše pojačanje ulaznog signala samo za određeni opseg frekvencija. To je naročito značajno za slučajeve kada se zna da se korisni signal nalazi u određenom frekvencijskom opsegu, a razne smetnje van tog opsega. Tada prenosnu karakteristiku pojačavača treba podesiti tako da bude konstanta(konstantno pojačanje) u opsegu signala, dok van tog opsega treba biti nula. Na taj način se pojačava samo korisni dio ulaznog signala. Pojačavači koji obavljaju ovakvu funkciju nazivaju se filtri.
Naime, ako je prenosna karakteristika pojačavača takva da on pojačava signale od nultne do neke frekvencije fn, onda se radi o niskopropusnom filtru.
 je područje propuštanja
Pojačavač koji pojačava od neke frekvencije fv pa nadalje je visokopropusni filtar.  
 je područje propuštanja
Pojačavači koji pojačavaju unutar nekog frekventnog opsega ograničenog frekvencijama fd i fg predstavljaju tzv. filtre propusnike opsega.  
 je područje propuštanja

## Analiza frekvencijskih karakteristika
Analiza frekvencijskih karakteristika se sastoji iz 3 koraka:
1. nalaženja prenosne funkcije kola
2. nalaženja nula i polova te funkcije
3. crtanja amplitudsko-frekvencijskog i fazno-frekvencijskog diijagrama

Prenosna funkcija pojačavača čije pojačanje će biti konstantno samo unutar zadanog frekvencijskog opsega će biti kompleksna veličina. Ukoliko  nam je poznata funkcija prenosa sistema(odnos ulaznog i izlaznog napona)
{\displaystyle H(s)={\frac {Viz(s)}{Vul(s)}}}
smjenom s = jω dobija se funkcija H(jω) koja ima svoj moduo i svoju fazu. U tom smislu, prenosna funkcija se može zapisati kao:
{\displaystyle H(j\omega )=A(\omega )e^{j\Phi (\omega )}\!}
gdje A(ω) predstavlja amplitudsku, a Φ(ω) faznu karakteristiku pojačavača. Amplituda neke funkcije H(jω) dobija se kao moduo ove funkcije, dok je faza jednaka argumentu te funkcije, odnosno arkustangensu odnosa imaginarnog i realnog dijela prenosne funkcije.
{\displaystyle A(\omega )=|H(j\omega )|\!}
{\displaystyle \Phi (\omega )=\Phi \arg(H(j\omega ))=\arctan {\frac {Im(H(j\omega ))}{Re(H(j\omega ))}}\!}
Dijagrami na kojima se prikazuju zavisnosti modula i faze od učestanosti  ω nazivaju se amplitudskom i faznom frekvencijskom karakteristikom. Amplitudsko-frekvencijska karakteristika pokazuje koliko filtar pojačava ili guši signal na određenoj frekvenciji, dok fazna karakteristika pokazuje kako izlazni signal filtra prethodi ili zaostaje u fazi sa ulaznim signalom na određenoj frekvenciji. 
Iz prenosne funkcije H(jω), mogu se odrediti nule i polovi. Naime, nule u brojiocu su nule pojačanja Sn, a nule u imeniocu su polovi Sp. Uobičajeno je da se ovaj raspored nula i polova prikaže u kompleksnoj S ravni, pri čemu se za poziciju polova koristi marker ×, a za poziciju nula marker o. U opštem slučaju kolo ima više nula i polova:
{\displaystyle H(j\omega )={\frac {K(S-S_{n1})(S-S_{n2})\ldots }{(S-S_{p1})(S-S_{p2})\ldots }}\!}
Pri tome ne treba zaboraviti da se za realne sisteme, polovi i nule ili mogu pojavljivati kao realne konstante ili se moraju pojaviti u konjugovano kompleksnim parovima.
Za S=0 imamo jednosmjerni signal, a za S=jω imamo harmonijski (sinusoidalni) signal. U zavisnosti od toga kakva je imaginarna učestanost σ, imamo rastući ili opadajući signal, tj. ako je:
 – eksponencijalno rastući signal
 – eksponencijalno opadajući signal

## Logaritamsko pojačanje Adb
| A(ω) odnos, pojačanje | L(ω)db | A(ω) odnos, pojačanje | L(ω)db |
| --------------------- | ------ | --------------------- | ------ |
| 0,01                  | -40    | 1,2                   | 1,58   |
| 0,1                   | -20    | 1,4                   | 2,91   |
| 0,2                   | -14    | 1,6                   | 4,08   |
| 0,3                   | -10,44 | 1,8                   | 5,1    |
| 0,4                   | -7,93  | 2                     | 6      |
| 0,5                   | -6     | 3                     | 9,51   |
| 0,6                   | -4,44  | 4                     | 12     |
| 0,7                   | -3,1   | 5                     | 14     |
| 0,8                   | -1,938 | 10                    | 20     |
| 0,9                   | -0,96  | 100                   | 40     |
| 1                     | 0      | 1000                  | 60     |

Prilikom analize frekvencijskih karakteristika pojačavača, neophodno je nacrtati i amplitudsku i faznu karakteristiku.
S obzirom da se prenosna funkcija može sastojati od niza proizvoda prenosnih karakteristika, koje karakterišu pojedine stepene pojačavača, to je veoma pogodno amplitudsko-fazne karakteristike crtati u logaritamskoj razmjeri i umjesto same funkcije crtati njen logaritam. 
Tada se proizvod pretvara u sumu, što pojednostavljuje crtanje karakteristika. Znači, umjesto crtanja A(ω), treba crtati:
{\displaystyle A_{dB}=20\log A(\omega )\!}
{\displaystyle A_{dB}=20\log {K}+20log{|j\omega -S_{n1}|}+20log|j\omega -S_{n2}|+...-20log|j\omega -S_{p1}|-20log|j\omega -S_{p2}|-...\!}
{\displaystyle \Phi =\arg\{j\omega -S_{n1}\}+\arg\{j\omega -S_{n2}\}+...-\arg\{j\omega -S_{p1}\}-\arg\{j\omega -S_{p2}\}-...\!}
Logaritam pojačanja se izražava u decibelima(dB). Za A(ω)=10, dobija se Adb=20dB. Ako je:
{\displaystyle A_{dB}=20\log A(\omega )=1\!}
Onda se dobija da je logA(ω)=1/20, odnosno A(ω)=1,12. 
Drugim riječima, jednom decibelu odgovara pojačanje od 1,12 puta. Za neka pojačanja (gušenja) A(ω) date su pripadne vrijednosti L(ω) u decibelima u tabeli.
Raspon između dvije frekvencije koje se odnose kao 1:10 naziva se dekada, a raspon između dvije frekvencije koje se odnose kao 1:2 naziva se oktava.

## Primjena
Amplitudna i fazna karakteristika pojačavača zavise od učestanosti. Analizirajući osnovna pojačavačka kola pri radu u širokom opsegu učestanosti pobudnog signala, dolazi se do jednostavnog načina za ocjenu širine propusnog opsega pojačavača na osnovu njegovog odziva u vremenu na pobudu step-funkcijom.
Da bi se amplitudna i fazna karakteristika nacrtale u širokom opsegu učestanosti, umjesto linearne, za ω uveli smo logaritamsku razmjeru. To približno crtanje logaritamske amplitudne i fazne karakteristike su Bodeovi dijagrami. Broj i raspored nula i polova određuje oblik frekventnih karakteristika pojačavača. Upravo prema tom obliku amplitudne karakteristike, pojačavači se dijele na: propusnike opsega, niskofrekventne i visokofrekventne pojačavače. 
Propusni opseg pojačavača se definiše kao interval učestanosti u kome je amplitudna karakteristika konstantna u okviru odstupanja od 3dB. Granice propusnog opsega su donja „ωd=2πfd“ i gornja ωg=2πfg. Njihova razlika definiše širinu propusnog opsega BW.
{\displaystyle BW={\frac {(\omega _{g}-\omega _{d})}{2\pi }}}
Širina propusnog opsega je centralni pojam u telekomunikacijama, sa značajnim uticajem u mnogim oblastima, uključujući informatiku, radio komunikacije, obradu signala, i spektroskopiju.
Granične učestanosti se određuju na osnovu kriterijuma da na njima amplitudna karakteristika opadne {\displaystyle {\sqrt {2}}} puta (ili za 3dB) u odnosu na vrijednost A0 koju ima u sredini propusnog opsega. 
Opisani kriterijumi za definisanje propusnog opsega i graničnih učestanosti su proizašli iz audiotehnike i na osnovu neosjetljivosti uha na fazu signala i na varijacije njegove amplitude u granicama od 3dB. Na slici su skicirane amplitudne karakteristike niskofrekventnog i visokofrekventnog pojačavača.

## Literatura
- Basic Operational Amplifiers and Linear Integrated Circuits; 2nd Ed; Thomas L Floyd; David Buchla; 593 pages; 1998;  978-0-13-082987-0.
- Design with Operational Amplifiers and Analog Integrated Circuits; 3rd Ed; Sergio Franco; 672 pages; 2002;  978-0-07-232084-8. (book website)
- Operational Amplifiers and Linear Integrated Circuits; 6th Ed; Robert F Coughlin; 529 pages; 2000;  978-0-13-014991-6.
- Op-Amps and Linear Integrated Circuits; 4th Ed; Ram Gayakwad; 543 pages; 1999;  978-0-13-280868-2.
- Op Amps For Everyone; 1st Ed; Ron Mancini; 464 pages; 2002; Texas Instruments SLOD006B. (Free PDF Download)